# 胜利门 (米兰)
胜利门（Porta Vittoria），原名 Tosa门，原为意大利米兰西班牙城墙上的一个城门。在城墙和城门拆除以后，胜利门用作旧城门所在的区片名。该区属于米兰第四区的一部分。

## 历史

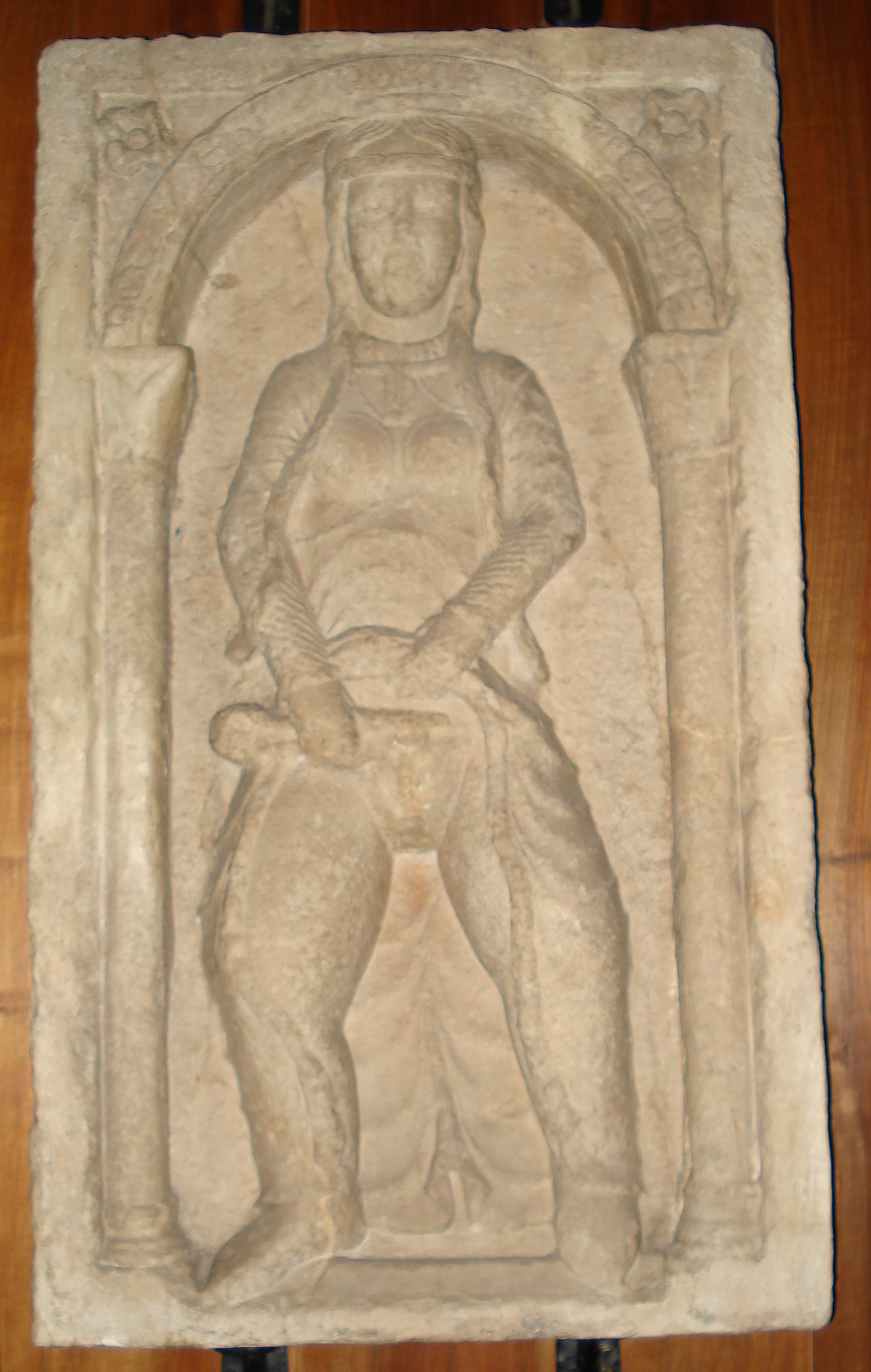
13世纪浮雕

Tosa门为米兰的西班牙城墙的东门，可追溯到16世纪。“米兰五日”期间，Tosa门是在1848年3月22日，首先被米兰叛军占领的城门（称为Tosa门战役）。1861年意大利统一完成，该门更名为胜利门。
西班牙城墙和城门在19世纪被拆除。1881年，朱塞佩·格兰迪设计的方尖碑被放置在广场，那里曾经是城门的所在地。1895年3月18日揭幕。

## 胜利门区
胜利门区的中心是方尖碑所在的广场，今天称为五日广场。该区的大部分街道、广场都以意大利统一和米兰五日的英雄和突出事件命名。东西方向穿越五日广场的大道称为胜利门大道和三月二十二日大道。从南北方向，米兰的内环路穿越五日广场。
该地区主要是购物区，五日广场和两条大道都林立着大型商场和商店。它的东面是大学城（Città Studi），米兰主要高校都在此设立总部。